# 아이언FX
아이런 FX(IronFX)로 알려진 아이런FX 글로벌(IronFX Global)은 유럽의 기업가 마르코스 A. 카시어러스(Markos A. Kashiouris)가 2010년 키프로스 리마솔에 설립한 온라인  외환거래 중개회사이다. 마르코스는 2013년 유럽 내 최우수 CEO중 한 명으로 선정됐다.
2010년부터 2013년까지 IronFX는  시나 기업 외국환 어워드(Sina Corp Forex award)등을 수상 했으며 World Finance magazine으로부터 2013년 최고의 STP/ECN 브로커 어워드(best STP/ECN Broker 2013 award)를 받았다. Iron FX는 FC 바르셀로나의 공식 파트너 업체이다.

## 연혁
Markos A. Kashiouris 와 Peter G. Economides는 2010년, 기존의 IronFX Limited로 알려진 IronFX Financial Services Limited 전 회사로부터 IronFX Global을 키프로스에 설립했다. 이후, 키프로스 증권거래위원회 (CySEC)에 인가되어 해당 기관의 규제를 따르게 되었고 그 결과 IronFX는 유럽 금융상품투자지침(MiFID)의 통제하에 유럽연합 전역에 걸친 투자 서비스를 제공할 수 있게 됐다.
 하단의 주요 사업활동 및 수상내역은 IronFX Global의 지난 3년간의 발전 과정을 보여준다.
2013년 10월, IronFX사는 "Trading Legends"라 불리는 자사에서 두 번째로 큰 규모의 실전 FX 트레이딩 대회를 개최했고 우승 상품으로 슈퍼카 또는 15만 달러 STP 계정을 내걸었다.
2013년 6월, IronFX는 글로벌 사업 확장의 일환으로, IronFX Global의 완전소유자회사인 IronFX Global UK로 하여금 영국 금융감독원 (FCA)의 인가를 받고 FCA의 규제를 따르도록 하였다. IronFX Global(호주법인) Pty Limited는 2012년부터  호주증권 및 투자위원회 (ASIC)에 공인되어 해당 기관의 규제 하에 있다.
IronFX는 2011년 처음 실전 FX 트레이딩 대회를 개회했고, 그로부터 일년 뒤에는 상금 15만 달러 또는 슈퍼카를 상품으로 수여하는 외환 역사상 가장 큰 경연 대회를 열었다.

2016년 6월 IronFX Global 은 IronFX 와 FXDD Inc. 와의 합병을 발표하였다. 이번 합병과 더불어 양 사는 기존 상장 기업인 Nukkleus Inc와의 역인수를 통해 더 큰 회사로 발돋움할 포부도 함께 밝혔다. 공식 발표는 SEC에 게시되어 있다.

## 사업활동

### 서비스
IronFx는 외환(FX), 주식, 선물과 귀금속에 대한  차액거래 (CFD) 서비스를 제공한다. 전세계 여러 규제기관의 감독하에  소매외환거래 및  기관의 환매매 서비스를 제공하고 있다.

### 라이선스
IronFX와 IronFX의 자회사는 공인된 중개회사로써 하단 기관에 가입된 회원이다:
- IronFX Global Limited는CySEC (라이선스 등록번호. 125/10)의 인가와 규제를 받는다.[16]
- IronFX Global UK Limited는 금융감독원 (FCA 라이선스 등록번호. 585561)의 인가와 규제를 받는다.[11]
- IronFX Global (Australia) Pty Limited는 ASIC (AFSL 라이선스 등록번호. 417482)의 인가와 규제를 받는다.[12]
- IronFX Global (South Africa) Pty Ltd는 금융서비스위원회 (45276 FSB)의 인가와 규제를 받는다.[15]

### 트레이딩 플랫폼
주문 및 거래계좌 관리는 MT4와 플랫폼에서 이뤄진다.

### 수상내역
2011년부터 IronFX와 IronFX의 자회사는 여러 어워드를 수상했다. 이러한 수상내역과 더불어 IronFX는 역사상 가장 큰 규모의 FX 대회를 개최한 기업으로 인정받고 있다. 하단참고:
- 영국 외환 어워드 최우수 외환 교육, 2015.[21]
- 유럽의 대표 이사로 최고의 고객 서비스 제공, 2014.[22]
- CEO Markos A. Kashiouris는 유럽 내 최우수 CEO 상을 수상했다.[3]
- Best Fundamental And Technical Analysis Provider 2013 - 인터내셔널 파이낸스 매거진.[5]
- Exchange & Brokers Awards 2013 - World Finance Magazine으로부터 아시아 최우수 고객서비스 제공자 및 2013년 아시아 최우수 CFD 브로커 어워드 수상[5][23]
- World Finance Foreign Exchange magazine으로부터 Best STP/ECN Broker 2013 어워드 수상[5][24]
- 2013년 4월 29일 두바이에서 개최된 MENA 11th Forex Show에서 “Best Forex Broker 2013” 어워드 수상

### 스폰서십
동종 업계의 다른 FX기업과 마찬가지로 IronFX는 명망 높은 스포츠 팀을 후원하고 있으며 주목할만한 여러 행사를 개최해 왔다. 해당 스폰서십은 하단 참고:
- IronFX는 세계협회(스페인 제외)와 더불어 FC바르셀로나의 공식 파트너이다.[6][26][27]
- 당사는 올해 6월부로 ORC 2017 월드 세일링 챔피언쉽의 공식 후원자가 되었다.[28]

## 주식 중개인
- 주식 중개인
- 금융 시장
- 증권 시장
- FX마진